# Clethra parvifolia
Clethra parvifolia là một loài thực vật có hoa trong họ Clethraceae. Loài này được Lundell mô tả khoa học đầu tiên năm 1937.